# Damxung
Damxung é um condado da cidade de Lassa, capital da região autônoma do Tibete. Localiza-se na parte norte da cidade, distante cerca de 15 km do principal centro de Lassa.. A sede administrativa é Damquka.
Damxung significa "pasto selecionado" no idioma tibetano. Abrange uma área de 10.036 km², sendo o maior condado de Lassa, e com uma população de 38.473 habitantes. O maior lago no Tibete - Nam Co Lhamo está em Damxung. O lago ocupa uma área de 1920 km². É uma atração turística famosa do Tibete.
Os recursos econômicos principais são as minas de enxofre, caulim, pozolana, gesso e relva. A criação de animais está crescendo na área. Os pastores ordenham iaques, ovelhas, cabras e cavalos.
A estrada Qinghai-Tibet atravessa todo o condado e a estação ferroviária Damxung liga o condado ao centro de Lassa.